# 李小萌
李 小萌（り しょうも、1973年9月30日 - ）は、中華人民共和国のニュースキャスター・司会。

## 経歴
1973年9月30日、北京市で生まれる。1996年、北京広播（放送）学院播音（ラジオ）系（現在の中国伝媒大学）を卒業。同年に中国中央テレビの放送番組に参加し、「半辺天」の司会を務めた

## 担当番組
- 「半辺天」
- 「東方時空」
- 「新聞会客廳」
- 「21小時」
- 「新聞調査」
- 「新聞1+1」
- 「面対面」